# Ranjit Singh

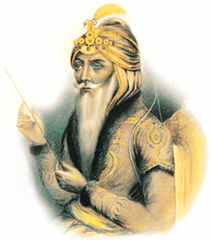
Ranjit Singh

Ranjit Singh, född 13 november 1780 vid Gujranwala, död 27 juni 1839 i Lahore, var en indisk maharaja och sikhernas härskare. Han grundade Sikh-imperiet 1799.
Ranjit Singh erövrade Lahore 1799, dit han flyttade sin huvudstad 1802. 1809 erövrade han även Amritsar. Samma år slöt Ranjit Singh ett avtal med britterna genom 1:e earlen av Minto (fördraget i Amritsar) vari han förband sig att inte utöka sitt maktområde söder om floden Sutlej. 
Singh var britternas maktpolitiska motpol i Punjab, och kom med tiden att behärska hela Punjab norr om Sutlej, såväl som Kashmir. Ranjit Singh respekterade alla religioner och behandlade alla lika oavsett kast, religion, nationalitet eller dylikt.
Han efterträddes av sin son Kharak Singh.
Barn
- Kharak Singh
- Sher Singh
- Duleep Singh